# East Verde Estates
East Verde Estates es un lugar designado por el censo ubicado en el condado de Gila en el estado estadounidense de Arizona. En el Censo de 2010 tenía una población de 170 habitantes y una densidad poblacional de 26,21 personas por km².

## Geografía
East Verde Estates se encuentra ubicado en las coordenadas 34°17′54″N 111°21′52″O / 34.29833, -111.36444. Según la Oficina del Censo de los Estados Unidos, East Verde Estates tiene una superficie total de 6.49 km², de la cual 6.49 km² corresponden a tierra firme y (0%) 0 km² es agua.

## Demografía
Según el censo de 2010, había 170 personas residiendo en East Verde Estates. La densidad de población era de 26,21 hab./km². De los 170 habitantes, East Verde Estates estaba compuesto por el 97.06% blancos, el 0% eran afroamericanos, el 1.76% eran amerindios, el 0% eran asiáticos, el 0% eran isleños del Pacífico, el 1.18% eran de otras razas y el 0% pertenecían a dos o más razas. Del total de la población el 1.76% eran hispanos o latinos de cualquier raza.